# Смолин, Александр Сергеевич (хоккеист)
Александр Сергеевич Смолин (род. 11 октября 2003, Чебаркуль, Челябинская область) — российский хоккеист, вратарь.

## Биография
Дед Смолина работал в школе «Мечел» и привёл его в хоккей. Сначала он занимался с детьми годом старше, был в школах «Белые медведи» (Челябинск, 2010—2011), «Молот» (Чебаркуль, 2012—2013). С 2013 года — в магнитогорском «Металлурге».
В сезоне 2020/21 дебютировал в команде МХЛ «Стальные лисы». Сезон 2022/23 провёл в МХК «Крылья Советов». Вернувшись в Магнитогорск, с сезона 2023/24 также стал играть за команду «Южный Урал» Орск в ВХЛ. 11 января 2024 года в домашней игре против «Сочи» (4:1) дебютировал в КХЛ, отразив 25 из 26 бросков.

## Достижения
- Обладатель Кубка Гагарина (2024)[2]